# Dodécaèdre tronqué parabiaugmenté
Pour les articles homonymes, voir J69.
Le dodécaèdre tronqué parabiaugmenté est un polyèdre faisant partie des solides de Johnson (J68). Comme le nom l'indique, il peut être construit en augmentant un dodécaèdre tronqué sur deux faces décagonales opposées par deux coupoles décagonales  (J5).  
Les 92 solides de Johnson ont été nommés et décrits par Norman Johnson en 1966.